# Liang En-shuo
Liang En-shuo (Kaohsiung, 2 ottobre 2000) è una tennista taiwanese.

## Carriera
A livello juniores ha vinto l'Australian Open 2018, battendo in finale la francese Clara Burel; si è aggiudicata anche il doppio insieme alla cinese Wang Xinyu. Grazie a questa vittoria ha conquistato la posizione numero 2 nel ranking. Nella specialità del doppio ha vinto 13 titoli nel circuito ITF, mentre ha vinto 1 titolo nel singolare.
Professionista dal 2018, si è issata il 13 maggio 2019 alla posizione numero 150 del ranking WTA in singolare. Il 4 dicembre 2023 ha raggiunto la posizione numero 147 in doppio.
Il 31 luglio 2021, Liang vince il primo titolo WTA 125 della carriera in doppio all'LTP Women's Open, disputato a Charleston, dove in coppia con la canadese Rebecca Marino hanno la meglio sulla neozelandese Erin Routliffe e l'indonesiana Aldila Sutjiadi con il punteggio di 5-7, 7-5, [10-7].
Il 20 luglio 2025, Liang raggiunge la seconda finale WTA 125 della carriera dopo quasi quattro anni all'Eupago Porto Open, dove in coppia con la thailandese Peangtarn Plipuech vengono sconfitte dalle sorelle statunitensi Carmen e Ivana Corley con il punteggio di 3-6, 1-6.

## Circuito WTA 125

### Doppio

#### Vittorie (1)
| N. | Data           | Torneo                       | Superficie  | Compagna       | Avversarie in finale           | Punteggio        |
| 1. | 31 luglio 2021 | LTP Women's Open, Charleston | Terra verde | Rebecca Marino | Erin Routliffe Aldila Sutjiadi | 5-7, 7-5, [10-7] |

#### Sconfitte (1)
| N. | Data           | Torneo            | Superficie | Compagna           | Avversarie in finale       | Punteggio |
| 1. | 19 luglio 2025 | Porto Open, Porto | Cemento    | Peangtarn Plipuech | Carmen Corley Ivana Corley | 3-6, 1-6  |

## Statistiche ITF

### Singolare

#### Vittorie (1)
| Torneo $100.000 (0) |
| Torneo $80.000 (0)  |
| Torneo $60.000 (0)  |
| Torneo $40.000 (0)  |
| Torneo $25.000 (1)  |
| Torneo $15.000 (0)  |

| N. | Data           | Torneo                              | Superficie | Avversaria in finale | Punteggio     |
| 1. | 20 maggio 2018 | Incheon Women's Challenger, Incheon | Cemento    | Han Na-lae           | 6–2, 0–6, 7–5 |

#### Sconfitte (5)
| Torneo $100.000 (0) |
| Torneo $80.000 (1)  |
| Torneo $60.000 (0)  |
| Torneo $40.000 (0)  |
| Torneo $25.000 (3)  |
| Torneo $15.000 (1)  |

| N. | Data            | Torneo                                                   | Superficie | Avversaria in finale   | Punteggio     |
| 1. | 14 ottobre 2017 | Chang ITF Thailand Pro Circuit Nonthaburi, Nonthaburi    | Cemento    | Patcharin Cheapchandej | 6(2)-7, 0-6   |
| 2. | 13 maggio 2018  | ITF NH NongHyup Goyang Women's Challenger Tennis, Goyang | Cemento    | Mayo Hibi              | 3-6, 3-6      |
| 3. | 5 maggio 2019   | Kangaroo Cup, Gifu                                       | Cemento    | Zarina Dijas           | 0-6, 2-6      |
| 4. | 4 giugno 2023   | ITF Changwon International Women's Tour Tennis, Changwon | Cemento    | Park So-hyun           | 4-6, 5-7      |
| 5. | 13 aprile 2025  | Fujiyakuhin SEIMS Women's Cup, Osaka                     | Cemento    | Ma Yexin               | 4-6, 6-4, 4-6 |

### Doppio

#### Vittorie (13)
| Torneo $100.000 (1) |
| Torneo $80.000 (0)  |
| Torneo $60.000 (4)  |
| Torneo $40.000 (6)  |
| Torneo $25.000 (0)  |
| Torneo $15.000 (2)  |

| N.  | Data             | Torneo                                                        | Superficie  | Compagna           | Avversarie in finale                   | Punteggio           |
| 1.  | 14 ottobre 2017  | Chang ITF Thailand Pro Circuit Nonthaburi, Nonthaburi         | Cemento     | Chan Chin-wei      | Nudnida Luangnam Varunya Wongteanchai  | 6-1, 6-4            |
| 2.  | 16 marzo 2019    | Pingshan Open, Shenzhen                                       | Cemento     | Xun Fangying       | Hiroko Kuwata Sabina Sharipova         | 6-4, 6-1            |
| 3.  | 6 febbraio 2021  | Jolie Ville Golf Women's, Sharm el-Sheikh                     | Cemento     | Kyōka Okamura      | Magali Kempen Shalimar Talbi           | 1–6, 6–4, [10–3]    |
| 4.  | 25 dicembre 2022 | All Japan Indoor Tennis Championships, Kyoto                  | Cemento (i) | Wu Fang-hsien      | Momoko Kobori Luksika Kumkhum          | 2-6, 7-6(5), [10-2] |
| 5.  | 7 gennaio 2023   | ITF Women's Circuit presented by SAT, Nonthaburi              | Cemento     | Ma Yexin           | Kateryna Volodko Hiroko Kuwata         | 6-0, 6-3            |
| 6.  | 14 gennaio 2023  | ITF Women's Circuit presented by SAT, Nonthaburi              | Cemento     | Ma Yexin           | Lee Pei-chi Jessy Rompies              | 6-3, 2-6, [10-6]    |
| 7.  | 2 dicembre 2023  | Keio Challenger, Yokohama                                     | Cemento     | Tang Qianhui       | Aoi Ito Natsumi Kawaguchi              | w/o                 |
| 8.  | 5 maggio 2024    | Kangaroo Cup, Gifu                                            | Cemento     | Tang Qianhui       | Kimberly Birrell Rebecca Marino        | 6-0, 6-3            |
| 9.  | 25 maggio 2024   | ITF NH Bank International Women's Tennis Tour, Goyang         | Cemento     | Eudice Chong       | Luksika Kumkhum Peangtarn Plipuech     | 7-5, 6-4            |
| 10. | 27 giugno 2025   | Open Ciudad de Palma del Río, Palma del Río                   | Cemento     | Feng Shuo          | María Paulina Pérez Victoria Rodríguez | 6-2, 6-3            |
| 11. | 12 luglio 2025   | Corroios Ladies Open, Corroios-Seixal                         | Cemento     | Eudice Chong       | Riya Bhatia Elena Micic                | 6-1, 6-0            |
| 12. | 2 agosto 2025    | Internazionali di Tennis del Friuli Venezia Giulia, Cordenons | Terra rossa | Peangtarn Plipuech | Karolína Kubáňová Aneta Laboutková     | 6-4, 6-2            |
| 13. | 10 agosto 2025   | Ladies Open Amstetten, Amstetten                              | Terra rossa | Feng Shuo          | Dalila Jakupovič Nika Radišić          | 4-6, 6-4, [10-0]    |

#### Sconfitte (12)
| Torneo $100.000 (2) |
| Torneo $80.000 (0)  |
| Torneo $60.000 (7)  |
| Torneo $40.000 (0)  |
| Torneo $25.000 (2)  |
| Torneo $15.000 (1)  |

| N.  | Data             | Torneo                                                       | Superficie  | Compagna       | Avversarie in finale                | Punteggio         |
| 1.  | 23 gennaio 2021  | Fujairah International Women Tennis Open, Emirato di Fujaira | Cemento     | You Xiaodi     | Çağla Büyükakçay Viktorija Golubic  | 7-5, 4-6, [4-10]  |
| 2.  | 20 febbraio 2021 | Jolie Ville Golf Women's, Sharm el-Sheikh                    | Cemento     | Miyabi Inoue   | Erika Sema Shalimar Talbi           | 6-2, 0-6, [12-14] |
| 3.  | 2 luglio 2021    | Open Montpellier Méditerranée Métropole Hérault, Montpellier | Terra rossa | Yuan Yue       | Estelle Cascino Camilla Rosatello   | 3-6, 2-6          |
| 4.  | 3 ottobre 2021   | Berkeley Tennis Club Challenge, Berkeley                     | Cemento     | Lu Jiajing     | Sophie Chang Angela Kulikov         | 4-6, 3-6          |
| 5.  | 16 ottobre 2021  | Rancho Santa Fe Open, Rancho Santa Fe                        | Cemento     | Rebecca Marino | Katarzyna Kawa Tereza Mihalíková    | 3-6, 6-4, [6-10]  |
| 6.  | 28 maggio 2022   | Città di Grado Tennis Cup, Grado                             | Terra rossa | Eudice Chong   | Alëna Fomina-Klotz Dalila Jakupovič | 1-6, 4-6          |
| 7.  | 25 febbraio 2023 | Swan Hill International, Swan Hill                           | Erba        | Wang Yafan     | Lily Fairclough Olivia Gadecki      | 3-6, 3-6          |
| 8.  | 25 novembre 2023 | Takasaki Open, Takasaki                                      | Cemento     | Wu Fang-hsien  | Luksika Kumkhum Peangtarn Plipuech  | 3-6, 1-6          |
| 9.  | 9 marzo 2024     | Empire Women's Indoor, Trnava                                | Cemento (i) | Tang Qianhui   | Isabelle Haverlag Anna Rogers       | 3-6, 6-4, [10-12] |
| 10. | 20 luglio 2024   | Championnats Banque Nationale de Granby, Granby              | Cemento     | Park So-hyun   | Ariana Arseneault Mia Kupres        | 4-6, 6-2, [6-10]  |
| 11. | 24 novembre 2024 | Takasaki International Open, Takasaki                        | Cemento     | Tsao Chia-yi   | Momoko Kobori Ayano Shimizu         | 6-4, 4-6, [3-10]  |
| 12. | 7 giugno 2025    | Palmetto Pro Open, Sumter                                    | Cemento     | Ma Yexin       | Tara Moore Abigail Rencheli         | 5-7, 2-6          |

## Grand Slam Junior

### Singolare

#### Vittorie (1)
| Tornei del Grande Slam  |
| ----------------------- |
| Australian Open (1)     |
| Open di Francia (0)     |
| Torneo di Wimbledon (0) |
| US Open (0)             |

| N. | Data            | Torneo                     | Superficie | Avversario in finale | Punteggio |
| 1. | 27 gennaio 2018 | Australian Open, Melbourne | Cemento    | Clara Burel          | 6-3, 6-4  |

### Doppio

#### Vittorie (1)
| Tornei del Grande Slam  |
| ----------------------- |
| Australian Open (1)     |
| Open di Francia (0)     |
| Torneo di Wimbledon (0) |
| US Open (0)             |

| N. | Data            | Torneo                     | Superficie | Compagna   | Avversario in finale   | Punteggio |
| 1. | 27 gennaio 2018 | Australian Open, Melbourne | Cemento    | Wang Xinyu | Violet Apisah Lulu Sun | 6-3, 6-4  |